# Kendall Wesenberg
Kendall Wesenberg (Castro Valley, California; 23 de agosto de 1990) es una deportista estadounidense que compite en skeleton.

## Biografía
Asistió a la Universidad de Colorado en Boulder, donde estudió Administración de Empresas. Comenzó a competir en skeleton en 2014. Wesenberg fue nombrada, junto con Katie Uhlaender, para representar a Estados Unidos en skeleton femenino en los Juegos Olímpicos de Invierno de 2018 en Pyeongchang.
Wesenberg comenzó a competir internacionalmente en 2014 en el circuito de la Copa de Europa, ganando su primera carrera, en el circuito olímpico de Lillehammer (Noruega). Con tres cuartos puestos y dos segundos, se convirtió en la primera estadounidense en ganar la clasificación general de la temporada de la Copa de Europa.
Se trasladó a la Copa del Mundo para la temporada 2015-16, consiguiendo el 15.º puesto en el Campeonato Mundial de Bobsleigh y Skeleton de 2016 en Innsbruck (Austria) y el 11.º en la clasificación de la temporada. Subió a su primer podio de la Copa del Mundo en 2017, con una medalla de plata en St. Moritz, y mejoró su actuación en los Campeonatos del Mundo hasta el 13.º puesto en Königssee (Alemania). En los Mundiales de 2017 formó parte de un equipo de la prueba por equipos (combinación de bobsled y skeleton) que terminó en décimo lugar.
Hizo su primera aparición olímpica en skeleton en los Juegos Olímpicos de Pieonchang 2018, donde acabó en decimoséptima posición global de la competición, con un tiempo total de 3:30,92 minutos, lo que supuso 3,64 segundos más que la campeona, la británica Elizabeth Yarnold. Sus tiempos fueron en la primera carrera 52,77 segundos (17º lugar); en la segunda 52,96 segundos (17º lugar); en la tercera 52,54 segundos (16º lugar); y en la última 52,65 segundos (15º lugar).